# Marcel Vandernotte
Marcel Vandernotte (francès: Marcel Henri Vandernotte)  (Nantes, 29 de juliol de 1909 - Nantes, 15 de desembre de 1993) fou un remer francès que va competir durant la dècada de 1930.
El 1932 va prendre part en els Jocs Olímpics de Los Angeles, on quedà eliminat en sèries en la prova del dos sense timoner del programa de rem. Quatre anys més tard, als Jocs de Berlín, va guanyar la medalla de bronze de la prova del quatre amb timoner del programa de rem. Formà equip amb el seu germà Fernand Vandernotte, Jean Cosmat, Marcel Chauvigné i el seu nebot, Noël Vandernotte.
En el seu palmarès també destaquen dues medalles al Campionat d'Europa de rem, una de bronze, el 1933, i una de plata, el 1934.